# Laudanum

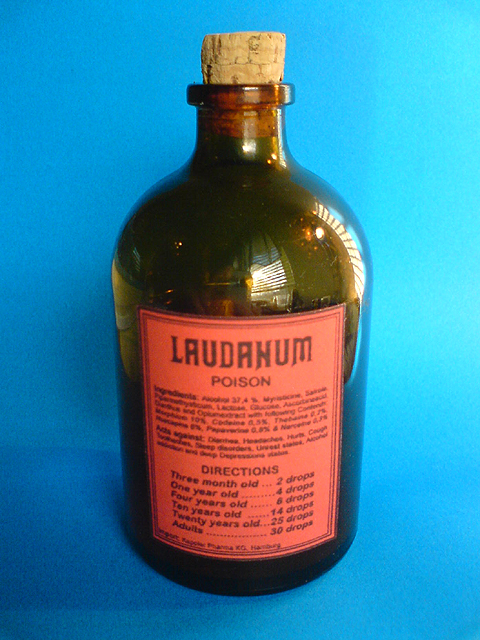
Butelka na laudanum, poj. 100 ml

Laudanum – dawna nazwa nalewki z opium, zawierająca około 10% opium (co odpowiada 1% morfiny).
W XVI wieku Paracelsus odkrył, że alkaloidy zawarte w opium są bardziej rozpuszczalne w alkoholu niż w wodzie. Początkowo każdy alkoholowy ekstrakt opium zwany był laudanum, a nazwę (od łac. laudare – chwalić) wprowadził sam Paracelsus. Jednakże dopiero Thomas Sydenham wprowadził laudanum szeroko do lecznictwa. Opublikował on w 1676 r. pracę Medical Observations Concerning the History and Cure of Acute Diseases, w której polecał laudanum w terapii licznych chorób (np. kaszel, biegunka, bezsenność) zapoczątkowując około 250-letni okres popularności laudanum. Na przestrzeni XVIII i XIX w. laudanum było środkiem stosowanym w leczeniu wielu – nawet banalnych – chorób, np. podawane było dzieciom, żeby je uciszyć. Popularność wynikała zarówno z faktu, że specyfik ten silnie uzależnia, jak i tym, że laudanum było tańsze od wina czy ginu, gdyż jako lek nie było objęte podatkiem akcyzowym. Dopiero w pierwszych latach XX wieku (Harrison Narcotics Tax Act, 1914) ograniczono stosowanie laudanum w związku z uznaniem go za narkotyk. Jego ofiarami były między innymi Mary Todd Lincoln, żona Abrahama Lincolna i Elizabeth Siddal, modelka prerafaelitów.
Oryginalny przepis na laudanum, opracowany przez Syndenhama:
- sherry – 1 półkwarta
- opium – 2 uncje
- szafran – 1 uncja
- cynamon – 1 uncja w proszku
- goździki – 1 uncja w proszku
- mieszać i gotować powoli w łaźni wodnej przez 2–3 dni, aż tynktura osiągnie odpowiednią konsystencję[4]

Zgodnie z Farmakopeą, czysty wyciąg z opium nosi nazwę Tinctura Opii, natomiast nalewka Sydenhama, z uwagi na domieszkę przypraw, nazywana jest Tinctura Opii crocata.